# 吐谷渾語
吐谷渾語（とよくこんご、Tuyuhun language）は、中国東部の吐谷渾（西暦500年頃）で話されていた言語（死語）である。

## 分類
Alexander Vovin (2015) は吐谷渾語を側モンゴル語族の一つ（モンゴル諸語の姉妹群であるが、モンゴル祖語の子孫言語ではない）に位置づけた。これは契丹語と共通する。